# Il segno del leone
Il segno del leone (Le signe du lion) è un film francese del 1959 scritto e diretto da Éric Rohmer, al suo esordio nel lungometraggio.

## Trama
Parigi, inizio dell'estate. Il quarantenne Pierre Wesselrin, compositore di scarso successo che ha sempre vissuto alla giornata, da vero bohémien, approfittando della benevolenza degli amici dell'ambiente artistico e intellettuale di Saint-Germain-des-Prés, riceve la notizia che la ricchissima zia è morta, lasciandogli un enorme patrimonio da dividere solo con il cugino Christian.
In attesa di mettere le mani sull'eredità, non deve preoccuparsi del fatto che la casa in cui alloggia sia stata messa in vendita e può festeggiare in compagnia l'insperata fortuna, a spese del più generoso dei suoi amici, il giornalista di Paris Match Jean-François, sempre indulgente nei suoi confronti e ora rassicurato per aver sempre riposto la propria fiducia in lui.
Ma, dopo aver trascorso le successive settimane all'estero per lavoro, Jean-François rientra in città alla vigilia dei festeggiamenti per il 14 luglio giusto per scoprire che Pierre non ha ricevuto la prevista eredità, in quanto la zia l'ha diseredato a favore del cugino, ed è irreperibile. Non ha però nemmeno il tempo di provare a rintracciare l'amico in disgrazia perché il giornale lo invia immediatamente a realizzare un altro reportage.
Pierre, senza casa, si sposta da un hotel all'altro, tentando di andarsene sempre senza pagare, ma è costretto ad abbandonare via via i suoi pochi averi. Vendendo qualche libro riesce ad avere gli spiccioli appena sufficienti per comprare qualcosa da mangiare i primi giorni, ma presto rimane completamente senza soldi e non può contare sull'abituale aiuto dei conoscenti, perché hanno abbandonato tutti la città nel periodo più afoso, per rifugiarsi al fresco in campagna. Anche in un simile stato di necessità, non è capace di prendersi cura di se stesso senza approfittare degli altri. Si riduce per fame a rubare un pacchetto di biscotti in un mercato, ma è subito scoperto e malmenato dal venditore, ed è troppo inesperto per delinquere sul serio.
Solo, sporco, con una scarpa rotta, si aggira senza meta per una città sempre più deserta e che gli appare indifferente, se non ostile, alla sua sorte, fino a ridursi, nel giro di poche settimane, in uno stato di completa degradazione. Come sempre, anche in quelle condizioni, finisce per sfruttare un aiuto esterno, in questo caso un esperto clochard, che gli insegna come sopravvivere conducendo quella vita.
È il 22 agosto quando Jean-François ritorna infine a Parigi e viene informato che Pierre è finito a vivere per strada. Il giornalista ripercorre i suoi passi da un hotel all'altro, senza riuscire a trovare l'amico, ma imbattendosi invece in una lettera del notaio che informa Pierre che il cugino Christian è morto in un incidente e quindi, questa volta, ha davvero ereditato.
La storia del clochard ignaro di essere miliardario finisce sul giornale, ma il diretto interessato continua a non essere a conoscenza dell'incredibile colpo di fortuna che lo riguarda. Una sera Pierre segue con riluttanza l'amico clochard deciso a racimolare qualche soldo cantando davanti ai locali di Saint-Germain-des-Prés. Teme che qualcuno possa riconoscerlo ma, quando si fa prestare il violino da un artista di strada e accenna una sua sonata, in ricordo del suo recente passato, la musica attira l'attenzione proprio di Jean-François, casualmente seduto poco distante, che lo raggiunge e gli dà l'eccezionale notizia che gli cambia nuovamente la vita.

## Critica
(Michele Mancini)

### Produzione
Il film è girato nel 1959, fra I quattrocento colpi di Truffaut e Fino all'ultimo respiro, di Godard. È prodotto da Claude Chabrol. Rohmer e Jean-Luc Godard si erano ripromessi di scambiare sul set gli attori protagonisti, ma la mancata concomitanza delle riprese fece accantonare il progetto.
Uscirà nelle sale solo tre anni dopo, in una versione ridotta.

### Riprese
Il regista esordisce con un cinema modesto, parallelo, amatoriale, esito delle sue scelte consapevoli. Realizzato in sette settimane, è costato 35 milioni di franchi, molto di più di quanto Rohmer impiegherà per realizzare i film successivi. 
È girato in interni ed esterni naturali e con la partecipazione amichevole di alcuni componenti del gruppo dei Cahiers du cinéma: Jean Luc Godard, Stéphane Audran e Macha Méril. Godard in particolare caratterizza un melomane che all'inizio del film, durante la festa per l'eredità ottenuta, seguita a posizionare la puntina del giradischi per riascoltare in continuazione il medesimo brano musicale. Indossa occhiali scuri malgrado la scena sia ambientata di notte.

### Musica
A differenza dei successivi film nei quali la musica sarà rigorosamente limitata a quella di scena, in questo film svolge un ruolo essenziale e scandisce il camminare estenuante del protagonista per le vie di Parigi: ciò che interessa al regista è l'associazione musica-movimento. Il brano strumentale Musique pour un..., scritto da Louis Saguer e interpretato al violino da Gérard Jarry, è una presenza continua che accompagna lo stato d'animo di Wesselrin.

### Titolo
Il titolo si riferisce al segno zodiacale del leone. 
Il protagonista, che si è sempre affidato completamente alla fortuna, vi appartiene e lo definisce «il segno più nobile, il segno dei vincitori». La sua vicenda di progressiva degradazione si svolge beffardamente proprio durante il periodo associato a questo segno, tra fine luglio e fine agosto, ma il lieto fine sembra dare ragione al suo atteggiamento fatalista.
Il vagabondaggio di Wesselrin nella stessa Rive gauche dove viveva prima di cadere in miseria è uno sguardo privilegiato su una città declinata nelle sue vie, piazze, boulevard e lungosenna, una splendida cartolina in bianco e nero dagli anni Cinquanta.